# Zeeklimaat

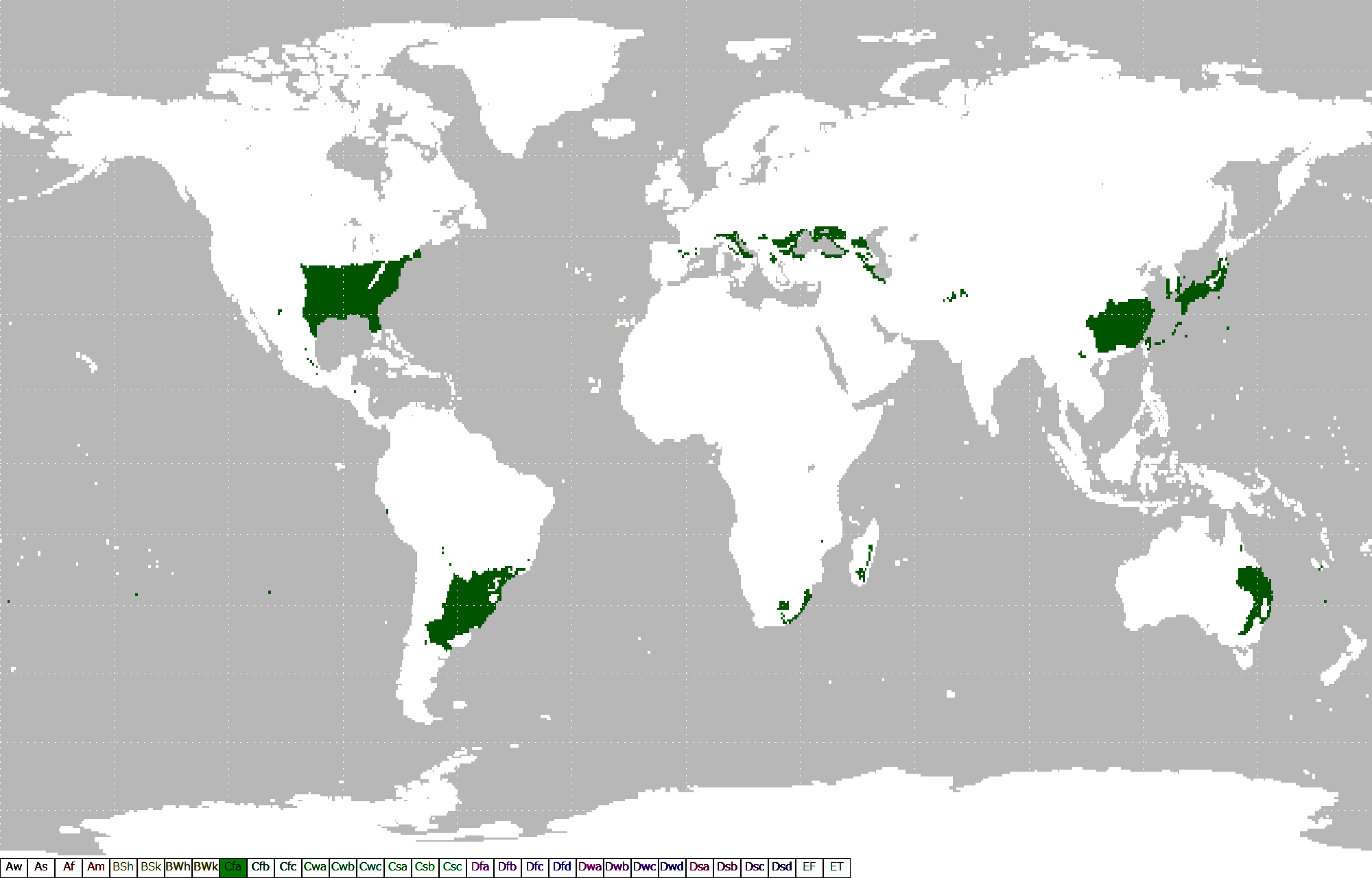
Schematische kaart van gebieden met een warm zeeklimaat (Cfa)

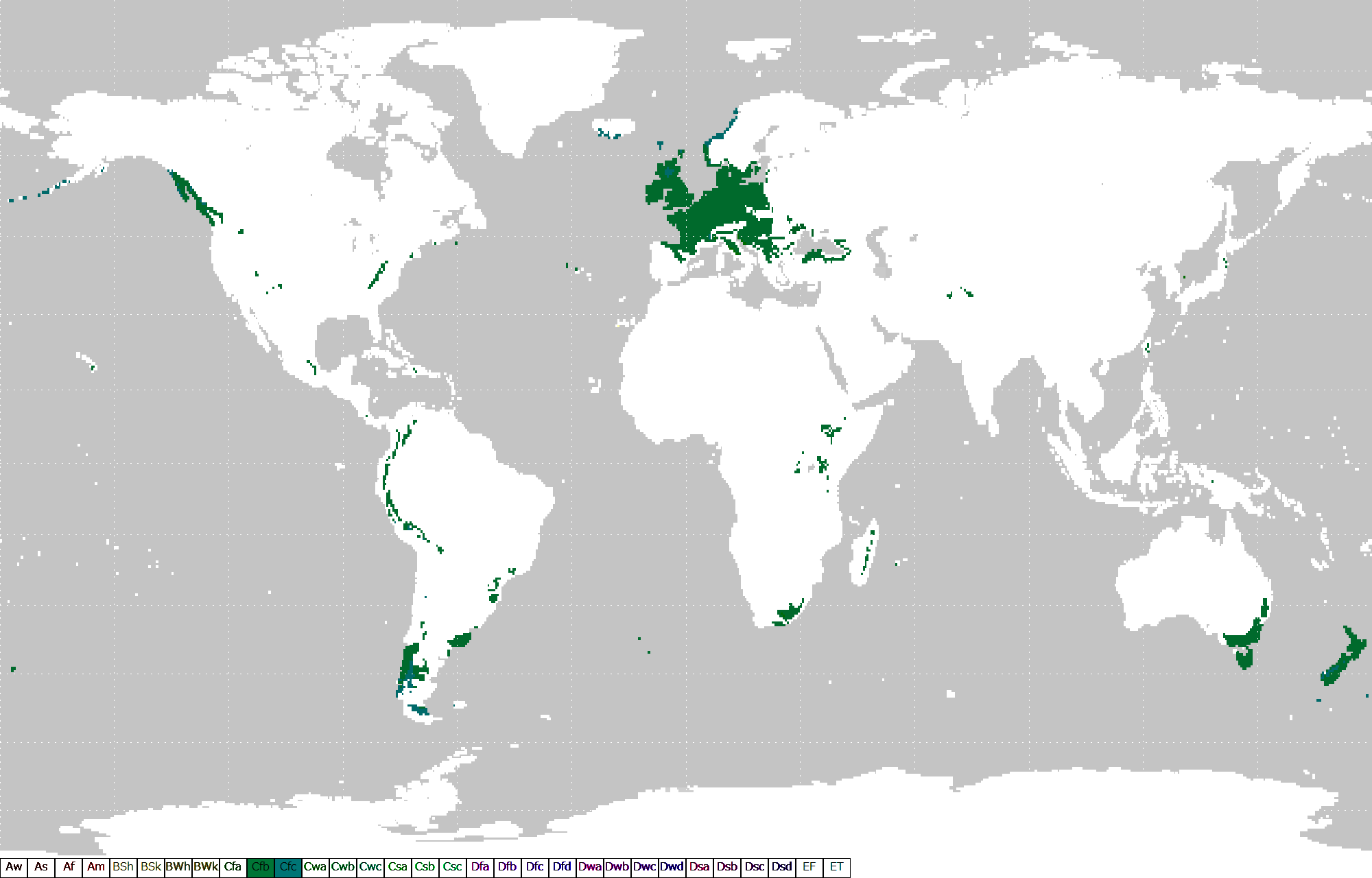
Schematische kaart van gebieden met een gematigd of koel zeeklimaat (Cfb en Cfc)

Het zeeklimaat, maritiem klimaat, oceanisch klimaat of regenklimaat is een klimaat dat sterk wordt beïnvloed door de nabijheid van een zee en vooral oceaan,  in tegenstelling tot een landklimaat. Het zeeklimaat karakteriseert zich doordat de droogste maand van het jaar een gemiddelde maandelijkse neerslag heeft van ten minste 30 mm en de neerslag ongeveer verspreid valt over het hele jaar. Dat geldt vooral voor de landen die op een gemiddelde breedtegraad liggen. Het mediterraan klimaat is daarentegen een voorbeeld van een zeeklimaat met droge zomers en milde, natte, winters.
Niet alle landen die dicht bij een oceaan of zee liggen hebben een zeeklimaat, want veel landoppervlakken met een zeeklimaat worden beïnvloed door de Noord-Atlantische Drift.

## Classificatie
Volgens de klimaatclassificatie van Köppen is het zeeklimaat een Cf-klimaat en daarom een gematigd klimaat (C-klimaat). Volgens sommige modellen van dit classificatiesysteem hebben de Pacific Northwest en de zuidkust van Chili vanwege de droge zomers ook een mediterraan klimaat.

### Verdere onderverdeling volgens Köppen
- Cfa: warm zeeklimaat; de warmste maand van het jaar heeft een gemiddelde maandtemperatuur van ten minste 22 °C. Dit klimaat komt bijvoorbeeld voor in het zuidoosten van de Verenigde Staten, het zuidoosten van China en in geheel Uruguay. Het warme zeeklimaat is ook een van de twee vochtige subtropische klimaten (tezamen met het warm chinaklimaat).
- Cfb: gematigd zeeklimaat; de warmste maand van het jaar heeft een gemiddelde maandtemperatuur van minder dan 22 °C. Voorbeelden zijn Groot-Brittannië, Nederland en België.
- Cfc: koel zeeklimaat; maximaal drie maanden per jaar hebben een gemiddelde maandtemperatuur van 10 °C of meer. Voorbeelden zijn het zuiden van Argentinië (Ushuaia) en Chili (Punta Arenas).

Kenmerkend aan het zeeklimaat is verder dat de temperatuurverschillen tussen zomer en winter minder groot zijn dan bij een landklimaat, wat erop neerkomt dat het 's zomers relatief koud en 's winters relatief warm is. Dit komt doordat het zeewater veel langer dan het land een bepaalde temperatuur vasthoudt. De zeewinden brengen deze temperatuur van de zee naar het land. Over het algemeen zijn de temperaturen mesothermaal. De zomertemperaturen bij een gematigd en koel zeeklimaat (Cfb en Cfc) zijn beduidend lager dan bij een vochtig subtropisch klimaat (Cwa en Cfa) het geval is. Het Cfa-klimaat wordt daarom soms niet onder de zeeklimaten in enge zin gerekend (omdat de zomertemperaturen toch pieken). Het Cfa-klimaat wordt daarom eerder aangeduid als het vochtig subtropisch klimaat.

## Geografische spreiding
Zeeklimaten komen vooral voor langs de westkust van sommige continenten en in Zuidoost-Australië en Tasmanië, maar onder bepaalde omstandigheden kan een zeeklimaat ook meer landinwaarts en in tropische streken voorkomen, zoals het geval is in Mexico-Stad. In Noord-Amerika hebben vooral de westelijke delen van de staten Oregon en Washington, sommige kustdelen van Alaska, het uiterste noordwesten van Californië en het westen van Brits-Columbia een duidelijk zeeklimaat (met betrekking tot deze gebieden wordt doorgaans van een oceanisch klimaat gesproken). In Zuid-Amerika is het zeeklimaat minder overheersend en hoofdzakelijk beperkt tot geïsoleerde gebieden in het midden van Argentinië, het zuiden van Chili en delen van Brazilië.

#### Europa
Van alle continenten heeft Europa het meest uitgesproken zeeklimaat, dat tot diep in het vasteland merkbaar is. Pas in de buurt van Wenen begint de overgang naar het Europese landklimaat. Het Europese zeeklimaat overheerst vooral in Nederland, België, het noorden en westen van Frankrijk, het westen en noordwesten van Duitsland, het noorden van Spanje en het uiterste noorden van Portugal, het zuidwesten van Noorwegen en delen van Denemarken, het Verenigd Koninkrijk, Ierland en het noorden van Turkije.
Voor zowel Nederland als België geldt dat het klimaat sterk beïnvloed wordt door de Golfstroom in de nabijgelegen Atlantische Oceaan, die ook de Noordzee opwarmt, en de overheersende westelijke tot zuidwestelijke winden. De Golfstroom zorgt ervoor dat het Noordzeewater 's winters niet veel kouder wordt dan circa 5 °C. De laagste temperatuur wordt daarbij pas bereikt in maart. Als gevolg hiervan zijn de temperatuurverschillen tussen zomer en winter aan de kust nog kleiner dan in bijvoorbeeld Limburg en Oost-Gelderland.

### Subpolair
De volgende gebieden hebben eveneens een zeeklimaat, maar bevinden zich dichter bij de poolstreken. De temperaturen in deze streken zijn over het algemeen beduidend lager dan in de bovengenoemde plaatsen, maar de winters zijn hier nog altijd zachter dan in een subarctisch klimaat het geval is:
- Reykjavik, IJsland
- Vestmannaeyjar, IJsland
- Harstad, Noorwegen
- Thorshavn, Faeröer
- Unalaska, Verenigde Staten
- Cape Race (Newfoundland), Canada
- Ushuaia, Argentinië

## Grens met landklimaten
De isothermen voor de koudste maand vormt de scheidslijn tussen een zeeklimaat en een landklimaat. Afhankelijk van de definitie wordt de grens gelegd op 0 °C (vorst) of −3 °C (blijvende sneeuw). Deze isothermen lopen door de volgende gebieden:
- Het oosten van Duitsland
- Luxemburg
- Liechtenstein
- Het westen van Polen
- Het oosten van Zwitserland en delen van Oostenrijk
- De westelijke Alpen tussen 700 en 1000 meter
- De centrale en oostelijke Alpen tussen 500 en 800 meter
- Het zuiden van Zweden
- Fjordgebieden langs de zuidwestelijke en delen van de zuidoostelijke kust van Noorwegen
- Een groot deel van Denemarken
- De zuidelijke kustdelen van Alaska Panhandle
- Een groot deel van Tsjechië
- Delen van westen van Slowakije
- Het noordwesten van Roemenië
- Een groot deel van Hongarije
- Een groot deel van Slovenië
- Delen van Bosnië-Herzegovina
- De berggebieden langs Zuid-Europa
- De Himalaya
- Zuidelijke kustgebieden van Nieuw-Engeland
- Delen van de zuidelijke Appalachen
- Het westen van Portugal
- het noorden van Turkije